# Жафяров, Дамир Равилевич
Дами́р Рави́левич Жафя́ров (род. 17 марта 1994, Москва) — российский хоккеист, нападающий клуба «Нефтехимик». Мастер спорта России (2023)

## Биография

### Клубная карьера
На детско-юношеском уровне выступал за московские команды «Пингвины» и «Русь». В 2011 году играл за юношескую команду «Спартака». На драфте КХЛ 2011 был выбран новокузнецким «Металлургом» в 3 раунде под общим 58 номером.
В составе «Кузнецких медведей» (МХЛ) дебютировал в сезоне 2011/12. В 2012 году в составе сборной «Востока» принял участие в матче МХЛ за «Кубок Будущего». В сезоне 2012/13 дебютировал в КХЛ в составе «Металлурга». Первую шайбу в КХЛ забросил 8 сентября 2012 года в ворота подмосковного «Атланта».
В июле 2014 года перешёл в московский ЦСКА, где провёл один сезон. После этого полтора сезона выступал за «Сибирь», затем столько же за «Адмирал». В мае 2018 года перешёл в «Торпедо», за которое отыграл четыре сезона. В чемпионатах 2020/21 и 2021/22 становился лучшим бомбардиром нижегородцев и входил в топ-5 самых результативных игроков КХЛ.
По итогам сезона 2020/21 претендовал на получение приза «Золотая клюшка», который вручается самому ценному игроку регулярного чемпионата по результатам опроса главных тренеров.
Весной 2022 года стал одним из героев мини-сериала «Я — хоккей», которая была посвящена нападающим.
27 мая 2022 года подписал двухлетний контракт со СКА.
1 июня 2023 года перешёл в «Ак Барс» в результате обмена на Филипа Густавссона и Дмитрия Осипова. 27 декабря покинул клуб в ходе тройного обмена между «Ак Барсом», магнитогорским «Металлургом» и «Авангардом»: Жафяров перешёл в «Авангард», Игорь Гераськин в «Металлург», Семён Кошелев в «Ак Барс».
1 мая 2024 года Дамир Жафяров покинул «Авангард». Но уже 2 июля 2024 года было объявлено, что Дамир Жафяров подписал контракт на один сезон с «Барысом».

### Карьера в сборной
В сезоне 2011/12 дебютировал в составе юниорской сборной России (до 18 лет). Принимал участие в международных турнирах, в том числе в мировом Кубке Вызова. В сезоне 2013/14 сыграл за молодёжную сборную России (до 20 лет), в составе которой стал бронзовым призёром молодёжного чемпионата мира.

## Статистика
| Легенда | Легенда                    | Легенда | Легенда                   | Легенда | Легенда    |
| ------- | -------------------------- | ------- | ------------------------- | ------- | ---------- |
| И       | Количество проведённых игр | Штр     | Штрафное время            | +/−     | Плюс-минус |
| Г       | Голы                       | П       | Голевые передачи          | О       | Очки       |
| -       | Статистика неизвестна      | —       | Статистика не учитывалась |         |            |

### Клубная
- a В «Плей-офф» учитывается статистика игрока в Кубке Надежды.

## Достижения
- Бронзовый призёр молодёжного чемпионата мира 2014
- Участник Матча молодых звёзд МХЛ 2012 («Кузнецкие медведи»)